# Hrobka Kolowrat-Krakowských (Týnec)
Hrobka Kolowrat-Krakowských, také Kolowratská hrobka je hrobka šlechtického rodu Krakowských z Kolowrat na hřbitově v Týnci na Klatovsku z roku 1839. Vznikla adaptací barokní hřbitovní kaple sv. Barbory postavené v roce 1758. Budova je památkově chráněna od 3. května 1958.

## Hřbitovní kaple sv. Barbory
Objekt se nachází u hřbitovní zdi na západ od bývalého poutního kostela Nanebevzetí Panny Marie. Hřbitovní kaple byla vysvěcena 30. října 1758 světícím biskupem Emanuelem Arnoštem z Waldsteina (1716–1789). Byly v ní uloženy ostatky sv. Pia, Felicissima a Christiany. O její stavbu se zasloužil týnský farář Vavřinec Vlasák. Vystavěl ji místní zednický mistr Jan Korbel. V době josefinských reforem byla zrušena loretánská kaple u Týnce (dnes v osadě Loreta) a před rokem 1790 bylo vnitřní vybavení včetně Černé madony z rozpadlé kaple přeneseno do kaple svaté Barbory, kde zůstalo do 2. října 1831, kdy bylo přeneseno zpět do obnovené kaple.
Svatá Barbora, jedna ze čtrnácti svatých pomocníků, je ochránkyní před rychlou a násilnou smrtí. Zároveň je patronkou horníků, což zavdalo příčinu pro vznik legendy, že v okolí kostela byl nespočet štol a šachet pro těžbu stříbra.

## Hrobka
Pozdější nejvyšší zemský sudí a nejvyšší zemský hofmistr Českého království Vilém Albrecht I. Krakowský z Kolowrat (1600–1688) získal malé panství Týnec v roce 1624 od své první manželky Anny Evy Wiederspergové z Wiederspergu (1601–1638). Jako hluboce věřící katolík podporoval i kostel Nanebevzetí Panny Marie v Týnci, jehož krypta sloužila jako pohřebiště roku Wiederspergů a Kolovratů. V 19. století byla krypta zaplněna, proto byla v roce 1839 kaple sv. Barbory upravena na hrobku Kolowratů a byly tam přeneseny ostatky členů rodu z kostelní krypty. V letech 1994–1995 byla restaurována.

## Architektura
Dvoupodlažní kaple byla postavena ve svahu a navazuje na obvodní hřbitovní zeď. Má tvar nepravidelného oktogonu (osmihelníku), přičemž její východní část je protažená. Zdi hrobky, které byly postaveny z kamene a cihel, mají šířku 90 cm. Po stranách jsou elipsovitá okna. Na zadní straně jsou větrací otvory. Vchod na západní straně má žulové ostění. Nad vchodem je rám s nápisem HROBKA KOLOWRATŮ KRAKOVSKÝCH. Na vrcholu hrobky je kovový válec s malou bání a na ní kříž. Pod ohradní zdí je zahrada.

## Interiér
V horním podlaží je podlaha krytá kamennými dlaždicemi. Prostor je zaklenut melounovou klenbou. V čele hrobky je dřevěný oltář a po stranách jsou čtyři dřevěné lavice. Stěny zdobí malby se jmény zde pochovaných šlechticů. Za vchodem se v podlaze nachází vstup do hrobky v nižším podlaží. Zakrývá ho betonová deska s vyrytým reliéfem. Krypta má stlačenou klenbu a zdi jsou hrubě omítnuty.

## Seznam pohřbených
Seznam vychází z údajů o pohřbení uvedených v rodokmenu na stránkách genealogy.eu (Miroslav Marek).

### Chronologicky podle data úmrtí (výběr)
V tabulce jsou uvedeny základní informace o pohřbených. Fialově jsou vyznačeni příslušníci a příslušnice rodu Kolowratů, žlutě jsou vyznačeni manželé a manželky z jiných rodů, pokud zde byli pohřbeni. Zeleně jsou vyznačeny osoby, které byly pohřbeny v původní hrobce v kostele Nanebevzetí Panny Marie (i po josefínských reformách?). Jejich ostatky (některých nebo všech?) byly přemístěny do nové hrobky na hřbitově. Generace jsou počítány od Jana z Bezděkova. U manželek je generace v závorce a týká se generace manžela. Seznam nemusí být kompletní.
| Po-řa-dí | Gene-race            | Jméno pohřbeného                                        | Datum a místo narození                           | Otec                                                                                    | Datum a místo sňatku, choť                                                                                | Pohřeb a uložení do hrobky                                                                      | Poznámky |
| Po-řa-dí | Gene-race            | Jméno pohřbeného                                        | Datum a místo úmrtí                              | Matka                                                                                   | Datum a místo sňatku, choť                                                                                | Pohřeb a uložení do hrobky                                                                      | Poznámky |
| -------- | -------------------- | ------------------------------------------------------- | ------------------------------------------------ | --------------------------------------------------------------------------------------- | --- | ----------------------------------------------------------------------------------------------- | --- |
| 1.       | 11.                  | Norbert Maxmilián Krakowský z Kolowrat                  | 19. 5. 1720                                      | Jan Josef Hyacint Krakowský z Kolowrat 12. 9. 1691 Praha – 23. 9. / 21. 10. 1766 Madrid | | Původně pohřben v kryptě kostela Nanebevzetí Panny Marie.                                       | |
| 1.       | 11.                  | Norbert Maxmilián Krakowský z Kolowrat                  | 24. 8. 1721 Praha                                | Marie Františka Bořitová z Martinic 20. 9. 1692 – 30. 5. 1768                           | | Původně pohřben v kryptě kostela Nanebevzetí Panny Marie.                                       | |
| 2.       | 11.                  | Jan Josef Krakowský z Kolowrat                          | 29. 8. 1721 Praha                                | Jan Josef Hyacint Krakowský z Kolowrat 12. 9. 1691 Praha – 23. 9. / 21. 10. 1766 Madrid | | Původně pohřben v kryptě kostela Nanebevzetí Panny Marie.                                       | |
| 2.       | 11.                  | Jan Josef Krakowský z Kolowrat                          | 24. 2. 1722 Praha                                | Marie Františka Bořitová z Martinic 20. 9. 1692 – 30. 5. 1768                           | | Původně pohřben v kryptě kostela Nanebevzetí Panny Marie.                                       | |
| 3.       | (11.)                | Arnoštka z Breunneru                                    | 21. 2. 1741 Vídeň                                |                                                                                         | 1. 6. 1758: Emanuel František Dominik Krakowský z Kolowrat (č. 5)                                         | Původně pohřbena v kryptě kostela Nanebevzetí Panny Marie.                                      | Narodily se jí následující děti: - 1. Emanuel Josef (1759–1777; č. 4) - 2. Marie Františka Romana, provd. Schirndingová ze Schirndingu (1762–1844, pohřbena v Lesné) |
| 3.       | (11.)                | Arnoštka z Breunneru                                    | 2. 10. 1770                                      |                                                                                         | 1. 6. 1758: Emanuel František Dominik Krakowský z Kolowrat (č. 5)                                         | Původně pohřbena v kryptě kostela Nanebevzetí Panny Marie.                                      | Narodily se jí následující děti: - 1. Emanuel Josef (1759–1777; č. 4) - 2. Marie Františka Romana, provd. Schirndingová ze Schirndingu (1762–1844, pohřbena v Lesné) |
| 4.       | 12.                  | Emanuel Josef Krakowský z Kolowrat                      | 8. 4. 1759 Praha                                 | Emanuel František Dominik Krakowský z Kolowrat (č. 5)                                   | | Původně pohřben v rodinné kryptě kostela Nanebevzetí Panny Marie.                               | Zemřel ve věku 18 let. |
| 4.       | 12.                  | Emanuel Josef Krakowský z Kolowrat                      | 27. 7. 1777 Týnec                                | Arnoštka z Breunneru (č. 3)                                                             | | Původně pohřben v rodinné kryptě kostela Nanebevzetí Panny Marie.                               | Zemřel ve věku 18 let. |
| 5.       | 11.                  | Emanuel František Dominik Krakowský z Kolowrat          | 29. 7. 1728 Praha                                | Jan Josef Hyacint Krakowský z Kolowrat 12. 9. 1691 Praha – 23. 9. / 21. 10. 1766 Madrid | 1. 6. 1758: Arnoštka z Breunneru (č. 3)                                                                   | Pohřben v Týnci.                                                                                | 3. majitel fideikomisního panství Týnec–Běšiny (1766–1790). Působil ve službách polského krále, držel úřad komořího a podplukovníka tělesné královské gardy. Zemřel ve věku 61 let na odumření tkáně (kalter Brand). |
| 5.       | 11.                  | Emanuel František Dominik Krakowský z Kolowrat          | 25. 6. 1790 Týnec                                | Marie Františka Bořitová z Martinic 20. 9. 1692 – 30. 5. 1768                           | 6. 6. 1773: Marie Ludovika z Bärnklau (č. 7)                                                              | Pohřben v Týnci.                                                                                | 3. majitel fideikomisního panství Týnec–Běšiny (1766–1790). Působil ve službách polského krále, držel úřad komořího a podplukovníka tělesné královské gardy. Zemřel ve věku 61 let na odumření tkáně (kalter Brand). |
| 6.       | 13.                  | Rudolf Ferdinand Krakowský z Kolowrat                   | 14. 2. 1798 Týnec                                | Arnošt Josef Krakowský z Kolowrat (č. 13)                                               | | Pohřben v Týnci.                                                                                | Zemřel ve věku 1 měsíce na psotník. |
| 6.       | 13.                  | Rudolf Ferdinand Krakowský z Kolowrat                   | 13. 3. 1798 Týnec                                | Marie Johana Helversenová z Helversheimu (č. 15)                                        | | Pohřben v Týnci.                                                                                | Zemřel ve věku 1 měsíce na psotník. |
| 7.       | (11.)                | Marie Ludovika z Bärnklau                               | 8. 11. 1748                                      |                                                                                         | 6. 6. 1773: Emanuel František Dominik Krakowský z Kolowrat (č. 5)                                         | Pohřbena v Týnci.                                                                               | Zemřela ve věku 50 let na zavodnění plic. Narodily se jí následující děti: - 1. Arnošt Josef (1774–1830; č. 13) - 2. Maxmilián Emanuel (1779–1821; pohřben v Leopoldově) |
| 7.       | (11.)                | Marie Ludovika z Bärnklau                               | 13. 3. 1799 Týnec                                |                                                                                         | 6. 6. 1773: Emanuel František Dominik Krakowský z Kolowrat (č. 5)                                         | Pohřbena v Týnci.                                                                               | Zemřela ve věku 50 let na zavodnění plic. Narodily se jí následující děti: - 1. Arnošt Josef (1774–1830; č. 13) - 2. Maxmilián Emanuel (1779–1821; pohřben v Leopoldově) |
| 8.       | 13.                  | Mořic Bedřich (také Bedřich Mořic) Krakowský z Kolowrat | 10. 5. 1799 Klatovy                              | Arnošt Josef Krakowský z Kolowrat (č. 13)                                               | | Pohřben v Týnci.                                                                                | Zemřel ve věku jednoho roku a deseti měsíců na záškrt. |
| 8.       | 13.                  | Mořic Bedřich (také Bedřich Mořic) Krakowský z Kolowrat | 14. 3. 1801 Týnec                                | Marie Johana Helversenová z Helversheimu (č. 15)                                        | | Pohřben v Týnci.                                                                                | Zemřel ve věku jednoho roku a deseti měsíců na záškrt. |
| 9.       | 13.                  | Otýlie Františka Krakowská z Kolowrat                   | 4. 5. 1802 Týnec                                 | Arnošt Josef Krakowský z Kolowrat (č. 13)                                               | | Původně pohřbena 30. 1. 1803 v Týnci.                                                           | Zemřela ve věku osmi měsíců. |
| 9.       | 13.                  | Otýlie Františka Krakowská z Kolowrat                   | 28. 1. 1803 Týnec                                | Marie Johana Helversenová z Helversheimu (č. 15)                                        | | Původně pohřbena 30. 1. 1803 v Týnci.                                                           | Zemřela ve věku osmi měsíců. |
| 10.      | 13.                  | Emanuel Arnošt František Krakowský z Kolowrat           | 6. 11. 1809 Praha                                | Arnošt Josef Krakowský z Kolowrat (č. 13)                                               | | Pohřben 7. 3. 1810 v Týnci.                                                                     | Zemřel ve věku tří měsíců na psotník. |
| 10.      | 13.                  | Emanuel Arnošt František Krakowský z Kolowrat           | 28. 2. 1810 Praha                                | Marie Johana Helversenová z Helversheimu (č. 15)                                        | | Pohřben 7. 3. 1810 v Týnci.                                                                     | Zemřel ve věku tří měsíců na psotník. |
| 11.      | 13.                  | Marie Anna Krakowská z Kolowrat                         | 5. 9. 1807 Praha                                 | Arnošt Josef Krakowský z Kolowrat (č. 13)                                               | | Pohřbena 10. 4. 1811 v Týnci.                                                                   | Zemřela ve věku 3 tří let na psotník. |
| 11.      | 13.                  | Marie Anna Krakowská z Kolowrat                         | 8. 4. 1811 Klatovy                               | Marie Johana Helversenová z Helversheimu (č. 15)                                        | | Pohřbena 10. 4. 1811 v Týnci.                                                                   | Zemřela ve věku 3 tří let na psotník. |
| 12.      |                      | Johanna Anna Krakowská z Kolowrat                       | 30. 1. 1812 Klatovy                              | Arnošt Josef Krakowský z Kolowrat (č. 13)                                               | | Pohřbena 18. 3. 1812 v Týnci.                                                                   | Zemřela ve věku šesti týdnů na psotník. |
| 12.      | 16. 3. 1812 Klatovy  | Johanna Anna Krakowská z Kolowrat                       | Marie Johana Helversenová z Helversheimu (č. 15) |                                                                                         | | Pohřbena 18. 3. 1812 v Týnci.                                                                   | Zemřela ve věku šesti týdnů na psotník. |
| 13.      | 12.                  | Arnošt Josef Krakowský z Kolowrat                       | 11. 10. 1774 Týnec                               | Emanuel František Dominik Krakowský z Kolowrat (č. 5)                                   | 28. 1. 1795: Marie Johana Helversenová z Helversheimu (č. 15)                                             | Původně pohřben 26. 12. 1830 v hraběcí rodinné hrobce v kryptě kostela Nanebevzetí Panny Marie. | 4. majitel fideikomisního panství Týnec–Běšiny (1790–1830). Zemřel ve věku 55 let na mozkovou mrtvici. |
| 13.      | 12.                  | Arnošt Josef Krakowský z Kolowrat                       | 23. 12. 1830 Klatovy                             | Marie Ludovika z Bärnklau (č. 7)                                                        | 28. 1. 1795: Marie Johana Helversenová z Helversheimu (č. 15)                                             | Původně pohřben 26. 12. 1830 v hraběcí rodinné hrobce v kryptě kostela Nanebevzetí Panny Marie. | 4. majitel fideikomisního panství Týnec–Běšiny (1790–1830). Zemřel ve věku 55 let na mozkovou mrtvici. |
| 14.      | 14.                  | Albrecht Vilém Krakowský z Kolowrat                     | 3. 4. 1837 Týnec                                 | Josef Arnošt Krakowský z Kolowrat (č. 22)                                               | | Původně pohřben 5. 9. 1837 v Týnci.                                                             | Zemřel ve věku 5 měsíců na úplavici. |
| 14.      | 14.                  | Albrecht Vilém Krakowský z Kolowrat                     | 3. 9. 1837 Týnec                                 | Arnoštka Schirndingerová z Schirndingu (č. 27)                                          | | Původně pohřben 5. 9. 1837 v Týnci.                                                             | Zemřel ve věku 5 měsíců na úplavici. |
| 15.      | (12.)                | Marie Johana Helversenová z Helversheimu                | 8. 11. 1776                                      | Karel Helversen z Helversheimu                                                          | 28. 1. 1795: Arnošt Josef Krakowský z Kolowrat (č. 13)                                                    | Pohřbena 24. 3. 1839 v Týnci.                                                                   | Pohřbena zde jako první. Zemřela ve věku 62 let na hrudní křeče. Narodily se jí následující děti: - 1. Josef Arnošt (1795–1864; č. 22) - 2. Marie Anna Gabriela, provd. von Böhm (1797–1860; č. 21) - 3. Rudolf Ferdinand (1798–1798; č. 6) - 4. Mořic Bedřich (1799–1801; č. 8) - 5. Karel Ludvík (1800–1869; č. 23) - 6. Maxmilián Otto (1801–1852; č. 18) - 7. Otýlie Františka (1802–1803; č. ) - 8. František Xaver II. Adam (1803–1873; český velkopřevor Maltézských rytířů; pohřben ve Strakonicích) - 9. Ludovika Aloisie (1804–1884; č. 26) - 10. Rosina (1806–1884; č. 25) - 11. Marie Anna (1807–1811; č. 11) - 12. Marie Terezie Amalie, provd. Meraviglia-Crivelli (1808–1867; pohřbena v Schärdingu) - 13. Emanuel Arnošt František (1809–1810; č. 10) - 14. Johanna Anna (*/† 1812; č. 12) - 15. Thekla Otýlie Terezie (1813–1880; pohřbena v Brně) - 16. Jan Nepomuk Karel (1815–1881; kněz; pohřben v Křižanovicích) |
| 15.      | (12.)                | Marie Johana Helversenová z Helversheimu                | 19. 3. 1839 Praha                                |                                                                                         | 28. 1. 1795: Arnošt Josef Krakowský z Kolowrat (č. 13)                                                    | Pohřbena 24. 3. 1839 v Týnci.                                                                   | Pohřbena zde jako první. Zemřela ve věku 62 let na hrudní křeče. Narodily se jí následující děti: - 1. Josef Arnošt (1795–1864; č. 22) - 2. Marie Anna Gabriela, provd. von Böhm (1797–1860; č. 21) - 3. Rudolf Ferdinand (1798–1798; č. 6) - 4. Mořic Bedřich (1799–1801; č. 8) - 5. Karel Ludvík (1800–1869; č. 23) - 6. Maxmilián Otto (1801–1852; č. 18) - 7. Otýlie Františka (1802–1803; č. ) - 8. František Xaver II. Adam (1803–1873; český velkopřevor Maltézských rytířů; pohřben ve Strakonicích) - 9. Ludovika Aloisie (1804–1884; č. 26) - 10. Rosina (1806–1884; č. 25) - 11. Marie Anna (1807–1811; č. 11) - 12. Marie Terezie Amalie, provd. Meraviglia-Crivelli (1808–1867; pohřbena v Schärdingu) - 13. Emanuel Arnošt František (1809–1810; č. 10) - 14. Johanna Anna (*/† 1812; č. 12) - 15. Thekla Otýlie Terezie (1813–1880; pohřbena v Brně) - 16. Jan Nepomuk Karel (1815–1881; kněz; pohřben v Křižanovicích) |
| 16.      | 14.                  | Marie Františka Krakowská z Kolowrat                    | 29. 8. 1838 Týnec                                | Josef Arnošt Krakowský z Kolowrat (č. 22)                                               | | Pohřbena 18. 12. 1842 v Týnci.                                                                  | Zemřela ve věku čtyř let na ochrnutí mozku. |
| 16.      | 14.                  | Marie Františka Krakowská z Kolowrat                    | 15. 12. 1842 Týnec                               | Arnoštka Schirndingerová z Schirndingu (č. 27)                                          | | Pohřbena 18. 12. 1842 v Týnci.                                                                  | Zemřela ve věku čtyř let na ochrnutí mozku. |
| 17.      | 14.                  | Jan Nepomuk Krakowský z Kolowrat                        | 15. 6. 1847 Týnec                                | Josef Arnošt Krakowský z Kolowrat (č. 22)                                               | | Pohřben 1. 6. 1848 v Týnci.                                                                     | Zemřel ve věku 11 měsíců. |
| 17.      | 14.                  | Jan Nepomuk Krakowský z Kolowrat                        | 30. 5. 1848 Týnec                                | Arnoštka Schirndingerová z Schirndingu (č. 27)                                          | | Pohřben 1. 6. 1848 v Týnci.                                                                     | Zemřel ve věku 11 měsíců. |
| 18.      | 13.                  | Maxmilián Otto Krakowský z Kolowrat                     | 2. 5. 1801 Týnec                                 | Arnošt Josef Krakowský z Kolowrat (č. 13)                                               | 1825: Marie Felicie de Pensa (č. 24)                                                                      | Pohřben 13. 4. 1852 v Týnci.                                                                    | Zemřel ve věku 50 let. |
| 18.      | 13.                  | Maxmilián Otto Krakowský z Kolowrat                     | 9. 4. 1852 Loreta u Týnce                        | Marie Johana Helversenová z Helversheimu (č. 15)                                        | 1825: Marie Felicie de Pensa (č. 24)                                                                      | Pohřben 13. 4. 1852 v Týnci.                                                                    | Zemřel ve věku 50 let. |
| 19.      |                      | Josef Filip z Böhmu                                     | 10. 7. 1785                                      |                                                                                         | 1. 7. 1818: Marie Anna Gabriela Krakowská z Kolowrat (č. 21)                                              |                                                                                                 | C. k. tajný rada, generál kavalerie. |
| 19.      | 22. 10. 1856 Olomouc | Josef Filip z Böhmu                                     |                                                  |                                                                                         | 1. 7. 1818: Marie Anna Gabriela Krakowská z Kolowrat (č. 21)                                              |                                                                                                 | C. k. tajný rada, generál kavalerie. |
| 20.      | 14.                  | Josef Krakowský z Kolowrat                              | 12. 7. 1827 Neapol                               | Maxmilián Otto Krakowský z Kolowrat (č. 18)                                             | | Pohřben 8. 9. 1857 v Týnci.                                                                     | Zemřel ve věku 30 let na souchotě. |
| 20.      | 14.                  | Josef Krakowský z Kolowrat                              | 6. 9. 1857 Loreta u Týnce                        | Marie Felicie de Pensa (č. 24)                                                          | | Pohřben 8. 9. 1857 v Týnci.                                                                     | Zemřel ve věku 30 let na souchotě. |
| 21.      | 13.                  | Marie Anna Gabriela Krakowská z Kolowrat                | 24. 3. 1797 Týnec                                | Arnošt Josef Krakowský z Kolowrat (č.13)                                                | 1. 7. 1818: Josef Filip z Böhmu (č. 19)                                                                   | Pohřbena 9. 8. 1860 v hraběcí hrobce v Týnci.                                                   | Sňatkem svobodná paní z Böhmu. Zemřela ve věku 63 let na oubytě. |
| 21.      | 13.                  | Marie Anna Gabriela Krakowská z Kolowrat                | 2. 8. 1860 Most                                  | Marie Johana Helversenová z Helversheimu (č. 15)                                        | 1. 7. 1818: Josef Filip z Böhmu (č. 19)                                                                   | Pohřbena 9. 8. 1860 v hraběcí hrobce v Týnci.                                                   | Sňatkem svobodná paní z Böhmu. Zemřela ve věku 63 let na oubytě. |
| 22.      | 13.                  | Josef Arnošt Krakowský z Kolowrat                       | 18. 11. 1795 Týnec                               | Arnošt Josef Krakowský z Kolowrat (č. 13)                                               | 13. 8. 1834: Arnoštka Schirndingerová z Schirndingu (č. 27)                                               | Pohřben 1. 6. 1864 v Týnci.                                                                     | 5. majitel fideikomisního panství Týnec a Běšiny (1830–1864). C. k. komoří a podporučík v armádě. Zemřel ve věku 68 let na ochrnutí plic. |
| 22.      | 13.                  | Josef Arnošt Krakowský z Kolowrat                       | 30. 5. 1864 Týnec                                | Marie Johana Helversenová z Helversheimu (č. 15)                                        | 13. 8. 1834: Arnoštka Schirndingerová z Schirndingu (č. 27)                                               | Pohřben 1. 6. 1864 v Týnci.                                                                     | 5. majitel fideikomisního panství Týnec a Běšiny (1830–1864). C. k. komoří a podporučík v armádě. Zemřel ve věku 68 let na ochrnutí plic. |
| 23.      | 13.                  | Karel Ludvík Krakowský z Kolowrat                       | 27. 5. 1800 Týnec                                | Arnošt Josef Krakowský z Kolowrat (č. 13)                                               | | Pohřben 4. 8. 1869 v Týnci.                                                                     | 6. majitel fideikomisního panství Týnec–Běšiny (1864–1869). Sloužil v armádě, věnoval se heraldice a genealogii. Zemřel ve věku 69 let na hydropsacytes. |
| 23.      | 13.                  | Karel Ludvík Krakowský z Kolowrat                       | 1. 8. 1869                                       | Marie Johana Helversenová z Helversheimu (č. 15)                                        | | Pohřben 4. 8. 1869 v Týnci.                                                                     | 6. majitel fideikomisního panství Týnec–Běšiny (1864–1869). Sloužil v armádě, věnoval se heraldice a genealogii. Zemřel ve věku 69 let na hydropsacytes. |
| 24.      | (13.)                | Marie Felicie de Pensa                                  | 27. 3. 1806 Neapol                               |                                                                                         | 1825: Maxmilián Otto Krakowský z Kolowrat (č. 18)                                                         | Pohřbena 13. 8. 1879 v Týnci.                                                                   | Zemřela ve věku 74 let na vysílení. Narodily se jí následující děti: - 1. Josef (1827–1857; č. ) - 2. Rosina, provd. Meraviglia-Crivelli (1834–1888) - 3. Marie Ludovika (1837–1891) - 4. Johanna Nepomucena, provd. von Körver (1840–1878) |
| 24.      | (13.)                | Marie Felicie de Pensa                                  | 10. 8. 1879 Klatovy                              |                                                                                         | 1825: Maxmilián Otto Krakowský z Kolowrat (č. 18)                                                         | Pohřbena 13. 8. 1879 v Týnci.                                                                   | Zemřela ve věku 74 let na vysílení. Narodily se jí následující děti: - 1. Josef (1827–1857; č. ) - 2. Rosina, provd. Meraviglia-Crivelli (1834–1888) - 3. Marie Ludovika (1837–1891) - 4. Johanna Nepomucena, provd. von Körver (1840–1878) |
| 25.      | 13.                  | Rosina Krakowská z Kolowrat                             | 12. 5. 1806 Klatovy                              | Arnošt Josef Krakowský z Kolowrat (č. 13)                                               | | Pohřbena 23. 6. 1884 v rodinné hrobce v Týnci.                                                  | I. asistentka Tereziánského ústavu šlechtičen na Hradčanech v Praze. Zemřela ve věku 78 let na marasmus. |
| 25.      | 13.                  | Rosina Krakowská z Kolowrat                             | 19. 6. 1884 Praha                                | Marie Johana Helversenová z Helversheimu (č. 15)                                        | | Pohřbena 23. 6. 1884 v rodinné hrobce v Týnci.                                                  | I. asistentka Tereziánského ústavu šlechtičen na Hradčanech v Praze. Zemřela ve věku 78 let na marasmus. |
| 26.      | 13.                  | Ludovika Aloisie Krakowská z Kolowrat                   | 22. 11. 1804 Klatovy                             | Arnošt Josef Krakowský z Kolowrat (č. 13)                                               | | Pohřbena 4. 10. 1884 v rodinné hrobce v Týnci.                                                  | Děkanka Tereziánského ústavu šlechtičen na Hradčanech v Praze. Zemřela ve věku 79 let na marasmus. |
| 26.      | 13.                  | Ludovika Aloisie Krakowská z Kolowrat                   | 1. 10. 1884 Praha                                | Marie Johana Helversenová z Helversheimu (č. 15)                                        | | Pohřbena 4. 10. 1884 v rodinné hrobce v Týnci.                                                  | Děkanka Tereziánského ústavu šlechtičen na Hradčanech v Praze. Zemřela ve věku 79 let na marasmus. |
| 27.      | (13.)                | Arnoštka Schirnding(er)ová z Schirndingu                | 21. 12. 1804 Lesná                               | František Jáchym ze Schirndingu 27. 8. 1749 Lesná – 21. 9. 1817 Praha                   | 13. 8. 1834: Josef Arnošt Krakowský z Kolowrat (č. 22)                                                    | Zaopatřena v blázinci v Döblingu u Vídně. Pohřbena 5. 9. 1886 v Týnci.                          | Zemřela ve věku 86 let na rakovinu prsu. Narodily se jí následující děti: - 1. Marie Františka Romana, provd. z Pillersdorfu (1835–1904; pohřbena ve Velkých Hošticích) - 2. Albrecht Vilém (*/† 1837; č. 14) - 3. Marie Františka (1838–1842; č. 16) - 4. Marie Otýlie, provd. Matuschka von Toppolczan und Spaetgen (1840–1913) - 5. Ernestina Marie, provd. von Joner-Tettenweisz (1841–1923) - 6. Marie Terezie, provd. von Arco (1844–1885, pohřbena v Grinzingu) - 7. Jan Nepomuk (1847–1848; č. 17) |
| 27.      | (13.)                | Arnoštka Schirnding(er)ová z Schirndingu                | 31. 8. 1886 Týnec nebo Döbling                   | Marie Františka Krakowská z Kolowrat 8. 12. 1762 Týnec – 22. 9. 1844 Týnec              | 13. 8. 1834: Josef Arnošt Krakowský z Kolowrat (č. 22)                                                    | Zaopatřena v blázinci v Döblingu u Vídně. Pohřbena 5. 9. 1886 v Týnci.                          | Zemřela ve věku 86 let na rakovinu prsu. Narodily se jí následující děti: - 1. Marie Františka Romana, provd. z Pillersdorfu (1835–1904; pohřbena ve Velkých Hošticích) - 2. Albrecht Vilém (*/† 1837; č. 14) - 3. Marie Františka (1838–1842; č. 16) - 4. Marie Otýlie, provd. Matuschka von Toppolczan und Spaetgen (1840–1913) - 5. Ernestina Marie, provd. von Joner-Tettenweisz (1841–1923) - 6. Marie Terezie, provd. von Arco (1844–1885, pohřbena v Grinzingu) - 7. Jan Nepomuk (1847–1848; č. 17) |
| 28.      | 15.                  | Kateřina Berta Krakowská z Kolowrat                     | 14. 1. 1889 Týnec                                | Leopold Filip Krakowský z Kolowrat (č. 31)                                              | | Pohřbena 17. 1. 1889 v Týnci.                                                                   | Dvojče. Zemřela ve věku jednoho dne na vrozenou slabost. |
| 28.      | 15.                  | Kateřina Berta Krakowská z Kolowrat                     | 15. 1. 1889                                      | Nadine von Huppmann-Valbella 6. 8. 1858 Paříž – 30. 7. 1942 Mnichov                     | | Pohřbena 17. 1. 1889 v Týnci.                                                                   | Dvojče. Zemřela ve věku jednoho dne na vrozenou slabost. |
| 29.      | 15.                  | Berta Kateřina Krakowská z Kolowrat                     | 14. 1. 1889 Týnec                                | Leopold Filip Krakowský z Kolowrat (č. 31)                                              | | Pohřbena 20. 1. 1889 v Týnci.                                                                   | Dvojče. Zemřela ve věku čtyř dnů na vrozenou slabost. |
| 29.      | 15.                  | Berta Kateřina Krakowská z Kolowrat                     | 18. 1. 1889                                      | Nadine von Huppmann-Valbella 6. 8. 1858 Paříž – 30. 7. 1942 Mnichov                     | | Pohřbena 20. 1. 1889 v Týnci.                                                                   | Dvojče. Zemřela ve věku čtyř dnů na vrozenou slabost. |
| 30.      | 15.                  | Jindřich Krakowský z Kolowrat                           | 31. 12. 1887 Týnec                               | Leopold Filip Krakowský z Kolowrat (č. 31)                                              | | Pohřben 29. 6. 1889 v Týnci.                                                                    | Zemřel ve věku jednoho roku a půl na diphteritis. |
| 30.      | 15.                  | Jindřich Krakowský z Kolowrat                           | 28. 6. 1889 Týnec                                | Nadine von Huppmann-Valbella 6. 8. 1858 Paříž – 30. 7. 1942 Mnichov                     | | Pohřben 29. 6. 1889 v Týnci.                                                                    | Zemřel ve věku jednoho roku a půl na diphteritis. |
| 31.      | 14.                  | Leopold Filip Krakowský z Kolowrat                      | 14. 3. 1852 Benátky                              | Leopold Maria Rainer Krakowský z Kolowrat 11. 12. 1804 Vídeň – 21. 3. 1863 Vídeň        | 18. 3. 1884 New York: Nadine von Huppmann-Valbella 6. 8. 1858 Paříž – 30. 7. 1942 Mnichov                 |                                                                                                 | C. k. poručík v záloze, poslanec rakouské Říšské rady a Českého zemského sněmu, rytíř Řádu železné koruny 2. třídy, 7. majitel majorátu Týnec-Běšiny (1886/1887–1910) a majorátu Přimda-Košátky. Narodily se mu následující děti: - 1. Alexander (1886–1927; č. 33) - 2. Jindřich (1887–1889; č. 30) - 3. Kateřina Berta (*/† 1889; č. 28) - 4. Berta Kateřina (*/† 1889; č. 29) - 5. Bertha Henriette, provd. Colloredo-Mansfeld (1890–1982) - 6. Bedřich (1893–1920; č. 32) - 7. Jindřich (1897–1996; č. 35) |
| 31.      | 14.                  | Leopold Filip Krakowský z Kolowrat                      | 19. 3. 1910 Vídeň                                | Natálie Blaszezyńska 9. 8. 1828 Varšava – 17. 1. 1861 Pau, Francie                      | 18. 3. 1884 New York: Nadine von Huppmann-Valbella 6. 8. 1858 Paříž – 30. 7. 1942 Mnichov                 |                                                                                                 | C. k. poručík v záloze, poslanec rakouské Říšské rady a Českého zemského sněmu, rytíř Řádu železné koruny 2. třídy, 7. majitel majorátu Týnec-Běšiny (1886/1887–1910) a majorátu Přimda-Košátky. Narodily se mu následující děti: - 1. Alexander (1886–1927; č. 33) - 2. Jindřich (1887–1889; č. 30) - 3. Kateřina Berta (*/† 1889; č. 28) - 4. Berta Kateřina (*/† 1889; č. 29) - 5. Bertha Henriette, provd. Colloredo-Mansfeld (1890–1982) - 6. Bedřich (1893–1920; č. 32) - 7. Jindřich (1897–1996; č. 35) |
| 32.      | 15.                  | Bedřich Kolowrat-Krakowský                              | 22. 7. 1893 Týnec                                | Leopold Filip Krakowský z Kolowrat (č. 31)                                              | |                                                                                                 | C. k. nadporučík hulánů, hudebník, chovatel koní, správce majorátu Týnec-Běšiny. |
| 32.      | 15.                  | Bedřich Kolowrat-Krakowský                              | 16. 11. 1920 zámek Diana v Rozvadově-Dianě       | Nadine von Huppmann-Valbella 6. 8. 1858 Paříž – 30. 7. 1942 Mnichov                     | |                                                                                                 | C. k. nadporučík hulánů, hudebník, chovatel koní, správce majorátu Týnec-Běšiny. |
| 33.      | 15.                  | Alexander Joseph Kolowrat-Krakowský, zv. Saša           | 29. 1. 1886 Glen Ridge, USA                      | Leopold Filip Krakowský z Kolowrat (č. 31)                                              | 30. 4. 1923 Vídeň: Sophie Nikolajevna Trubecká 4. 2. 1900 Řím – 25. 4. 1938 zámek Diana v Rozvadově-Dianě | 8. 12. 1927                                                                                     | C. k. nadporučík dragounského pluku č. 13, rytíř Řádu Františka Josefa s válečnou dekorací (1916), automobilový závodník, 8. majitel velkostatku Týnec–Běšiny (1910–1927, v té době probíhala pozemková reforma) a majitel majorátu Přimda-Košátky. Zemřel na rakovinu. |
| 33.      | 15.                  | Alexander Joseph Kolowrat-Krakowský, zv. Saša           | 4. 12. 1927 Vídeň                                | Nadine von Huppmann-Valbella 6. 8. 1858 Paříž – 30. 7. 1942 Mnichov                     | 30. 4. 1923 Vídeň: Sophie Nikolajevna Trubecká 4. 2. 1900 Řím – 25. 4. 1938 zámek Diana v Rozvadově-Dianě | 8. 12. 1927                                                                                     | C. k. nadporučík dragounského pluku č. 13, rytíř Řádu Františka Josefa s válečnou dekorací (1916), automobilový závodník, 8. majitel velkostatku Týnec–Běšiny (1910–1927, v té době probíhala pozemková reforma) a majitel majorátu Přimda-Košátky. Zemřel na rakovinu. |
| 34.      | (15.)                | Marie, roz. Klimtová                                    | 21. 10. 1907 Bratřínov u Prahy                   | František Klimt                                                                         | 21. 5. 1942 Košťálov: Jindřich Kolowrat-Krakowský (č. 35)                                                 | Urna s ostatky převezena z USA.                                                                 | Narodily se jí následující děti: - 1. Jindřich (* 1933) - 2. Arnošt (* 1935) - 3. Marie, provd. Evans (* 1936) - 4. Eva, provd. Hushes (* 1938) - 5. Tomáš (1943–2004; č. 36) |
| 34.      | (15.)                | Marie, roz. Klimtová                                    | 15. 2. 1992                                      | Marie, roz. Štafová                                                                     | 21. 5. 1942 Košťálov: Jindřich Kolowrat-Krakowský (č. 35)                                                 | Urna s ostatky převezena z USA.                                                                 | Narodily se jí následující děti: - 1. Jindřich (* 1933) - 2. Arnošt (* 1935) - 3. Marie, provd. Evans (* 1936) - 4. Eva, provd. Hushes (* 1938) - 5. Tomáš (1943–2004; č. 36) |
| 35.      | 15.                  | Jindřich Kolowrat-Krakowský                             | 27. 7. 1897 Týnec                                | Leopold Filip Krakowský z Kolowrat (č. 31)                                              | 8. 8. 1929 Praha: Sophie Nikolajevna Trubecká 4. 2. 1900 Řím – 25. 4. 1938 zámek Diana v Rozvadově-Dianě  |                                                                                                 | Hlava rodu Kolowrat-Krakowských (1927–1996), československý vyslanec v Turecku (1946–1948). Majitel statků Týnec, Přimda a Košátky. |
| 35.      | 15.                  | Jindřich Kolowrat-Krakowský                             | 19. 1. 1996 Praha                                | Nadine von Huppmann-Valbella 6. 8. 1858 Paříž – 30. 7. 1942 Mnichov                     | 21. 5. 1942 Košťálov: Marie, roz. Klimtová (č. 34)                                                        |                                                                                                 | Hlava rodu Kolowrat-Krakowských (1927–1996), československý vyslanec v Turecku (1946–1948). Majitel statků Týnec, Přimda a Košátky. |
| 36.      | 16.                  | František Tomáš Kolowrat-Krakowský                      | 25. 2. 1943 Praha                                | Jindřich Kolowrat-Krakowský (č. 35)                                                     | | 10. 7. 2004 v Týnci.                                                                            | Kameraman a producent u filmu, správce rodového majetku (1996–2004). Zemřel na rakovinu jater. Partnerka Dominika Kolowrat-Krakowská, roz. Perutková (* 1966) mu porodila dvě děti: - 1. Maximilian Alexander (* 1996) - 2. Francesca Dominika (* 1998) |
| 36.      | 16.                  | František Tomáš Kolowrat-Krakowský                      | 26. 6. 2004 Praha                                | Marie, roz. Klimtová (č. 34)                                                            | | 10. 7. 2004 v Týnci.                                                                            | Kameraman a producent u filmu, správce rodového majetku (1996–2004). Zemřel na rakovinu jater. Partnerka Dominika Kolowrat-Krakowská, roz. Perutková (* 1966) mu porodila dvě děti: - 1. Maximilian Alexander (* 1996) - 2. Francesca Dominika (* 1998) |